# Рон Френсіс
Рональд Майкл Френсіс (англ. Ronald Michael Francis; 1 березня 1963, м. Су-Сент-Марі, Канада) — канадський хокеїст, центральний нападник. Член Зали слави хокею (2007).
Виступав за «Су-Сент-Марі Грейхаундс» (NOHA/ОХЛ), «Гартфорд Вейлерс», «Піттсбург Пінгвінс», «Кароліна Гаррікейнс», «Торонто Мейпл-Ліфс».
В чемпіонатах НХЛ — 1731 матч (549+1249), у турнірах Кубка Стенлі — 171 матч (46+97).
У складі національної збірної Канади учасник чемпіонату світу 1985 (10 матчів, 2+5).
Досягнення
- Володар Кубка Стенлі (1991, 1992)
- Срібний призер чемпіонату світу (1985)
- Учасник матчу всіх зірок НХЛ (1983, 1985, 1990, 1996).

Нагороди
- Пам'ятний трофей Леді Бінг (1995, 1998, 2002)
- Трофей Френка Дж. Селке (1995)
- Пам'ятний трофей Кінга Кленсі (2002)
- Приз гравцю НХЛ за благодійність (2002).